# 西班牙珍宝船队

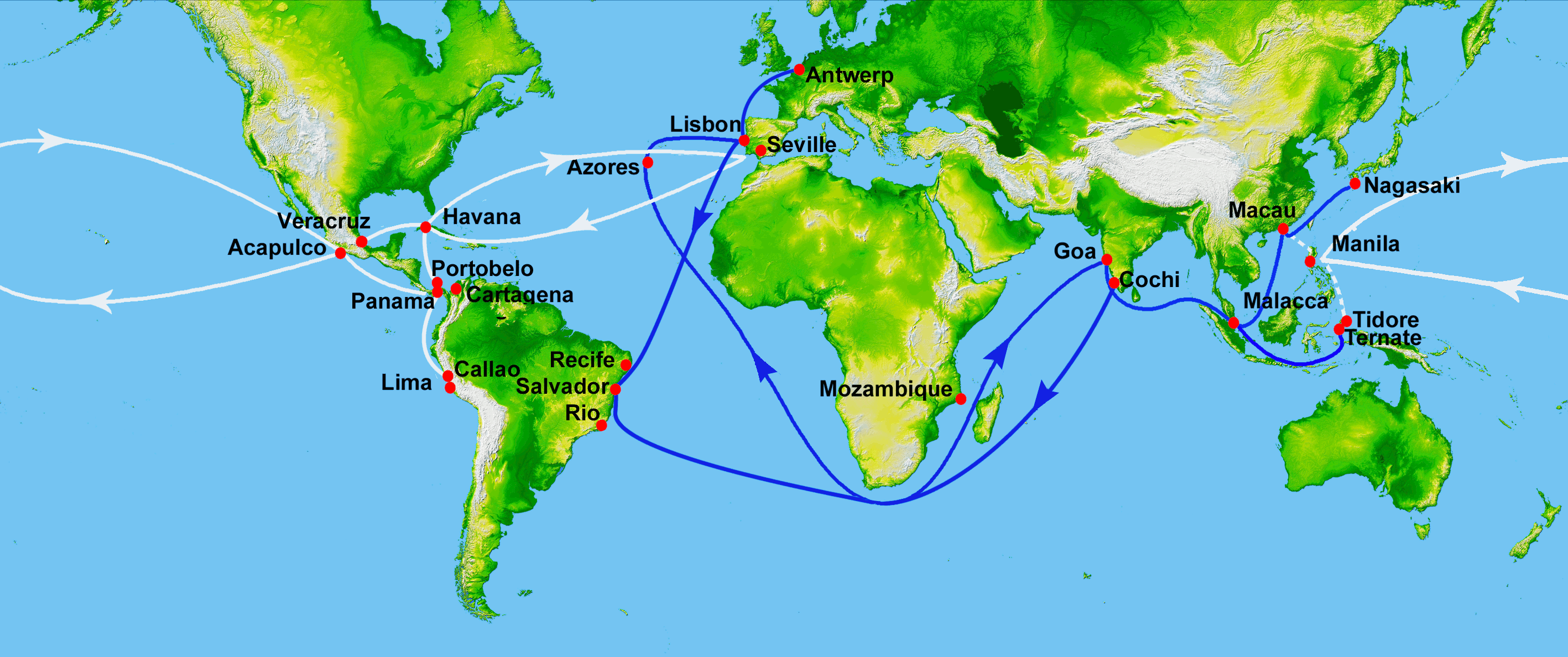
西班牙珍宝船队在大西洋和太平洋上的航线（白色）

西班牙珍宝船队（西班牙語：Flota de Indias）是指从16世纪开始，由西班牙西印度交易所组织的，定期往返于西班牙本土和其海外殖民地之间，运送贵金属和其他特产品的大型船队。运输的货物包括金银、宝石、香辣料、烟草、丝绸等。
珍宝船队通常包含有两支：一支是加勒比珍宝船队，由西班牙本土前往美洲新大陆（主要停泊港口包括哈瓦那、韦拉克鲁斯、波托韦洛、卡塔赫纳）。另一支则往返于亚洲菲律宾的马尼拉和墨西哥西岸的阿卡普尔科之间，被称为马尼拉船队，负责将亚洲的货物送到墨西哥。亚洲的货物到达墨西哥后会被集中运送到韦拉克鲁斯并最终由加勒比珍宝船队运回西班牙。

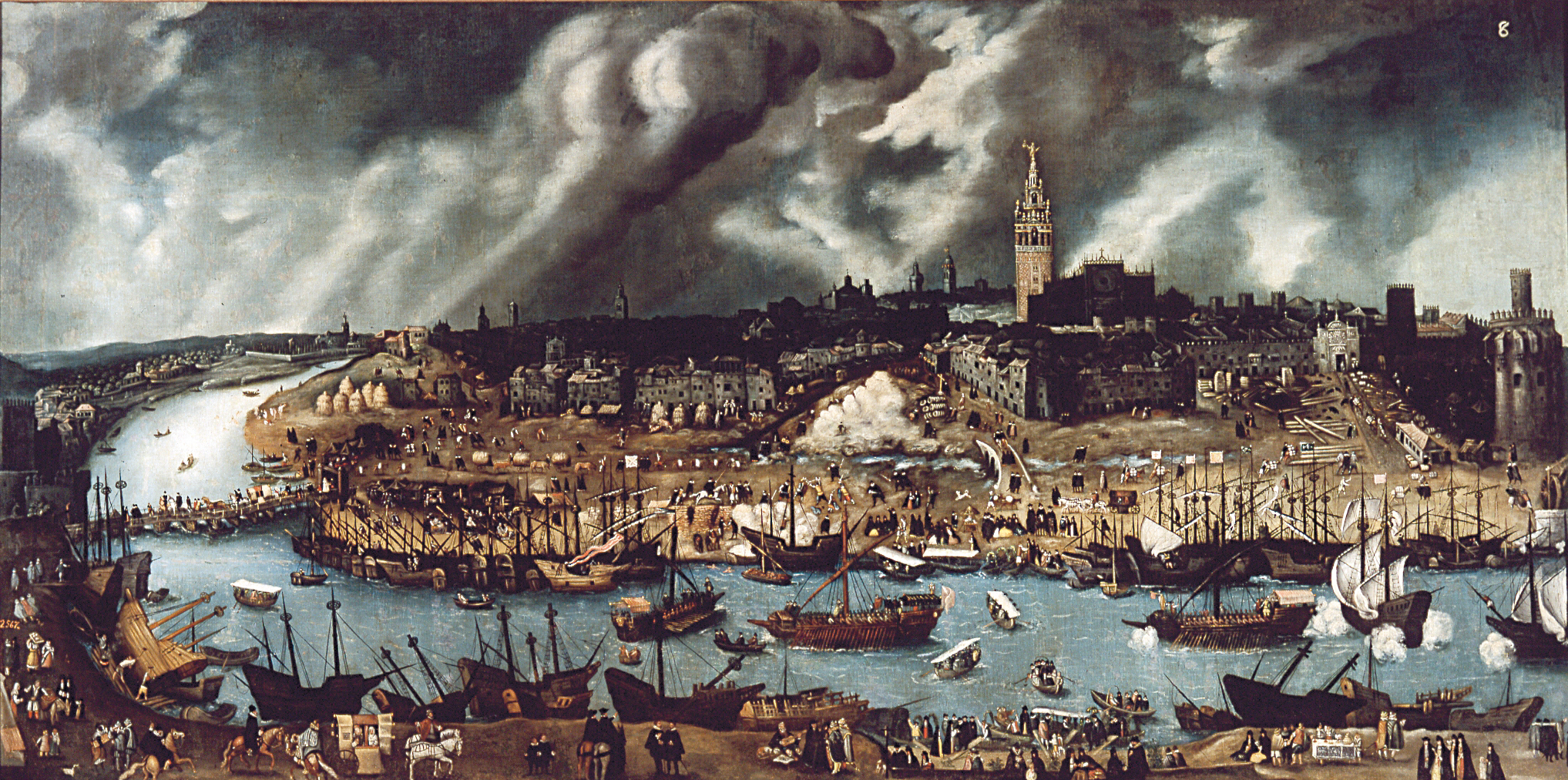
16世纪的塞维利亚港

## 历史
从哥伦布1492年的第一次远征开始，西班牙就开始源源不断地从新大陆获取贵重资源和特产品。1520年后，为应对逐渐增多的私掠行为和海盗攻击，西班牙决定将分散的运输船组织成两支定期航行的大型船队并为之配备了重武装。这两支船队皆从塞维利亚（1707年后是加的斯）出航，由西印度交易所监督，装载着欧洲的货物（有时还载有非洲奴隶），其中一支前往古巴和墨西哥，另一支前往南美大陆（主要停泊在卡塔赫纳和波托韦洛）。完成贸易和货物装卸后，两支船队在古巴的哈瓦那会合并返回欧洲。

通过派遣定期船队，西班牙官方控制了本土和殖民地之间的贸易。西班牙法律对私人贸易限制严格，殖民地自身只能与一个指定的本土港口（塞维利亚）进行贸易，且西班牙皇室向私人货物征收20％的税，因此不少西班牙和其他国家的商人为了逃税经常进行走私，使得实际上运到西班牙的货物要远多于记录在案的数量。

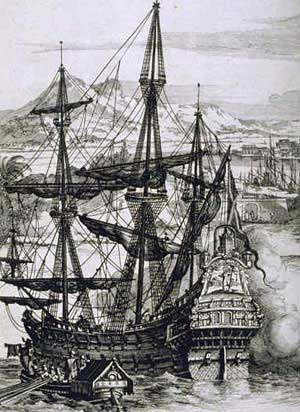
西班牙大帆船

这样的垄断持续超过两个世纪，也使得西班牙成为欧洲最富有的国家。西班牙哈布斯堡王朝利用这些财富在16和17世纪进行了频繁的战争，其对手囊括了奥斯曼帝国和大多数的欧洲主要国家（除了神圣罗马帝国）。但是，从殖民地大量流入的贵金属终于在17世纪引发了欧洲的价格革命，并逐渐摧毁了西班牙的经济，同时也造成了美洲贵金属的减产。
珍宝船队1550年时只有17艘船，到了16世纪末已有超过50艘西班牙式大帆船（Galeón，又名盖伦帆船）。17世纪中后期，船只的数量减少到了巅峰时期的一半并继续萎缩。不过在17世纪的最后十年间，因为贸易和经济的恢复，船队得以再次扩大，并一直持续到18世纪西班牙波旁王朝期间。
从17世纪到18世纪中叶，西班牙美洲殖民地和西属西印度群岛不断受到其殖民对手的侵袭，使得西班牙的航路一直受到威胁：英国于1624年取得了圣基茨，1655年占领牙买加；法国1625年夺取圣多明戈（法属圣多明戈，即现在海地）；荷兰1634年占领库拉索。1739年，英国海军上将爱德华·弗农袭击了波托韦洛。1762年英国占领哈瓦那和马尼拉更迫使西班牙暂时放弃了组织大型运输船队的模式。不过随着哈瓦那和马尼拉1764年重归西班牙控制，珍宝船队在大西洋和太平洋恢复了航行。
1765年，西班牙国王卡洛斯三世开始逐渐放松贸易管制。1780年后，西班牙开放了殖民地自由贸易。1790年，负责管理殖民地贸易的机构关闭，这一年也是珍宝船队定期出航的最后一年，之后的运输任务则由海军船只单独、分散承担。
尽管很多人认为有大量的西班牙运输船只被英国或荷兰摧毁或夺取，但实际上只有很少的船只遭此命运。只有荷兰人皮特·海因（Piet Hein）于1628年马坦萨斯湾海战中成功夺取了西班牙珍宝船队并将货物安全运回了荷兰。1656年和1657年，英国海军上将罗伯特·布莱克（Robert Blake）在加的斯之战中曾摧毁过该船队，不过船上大部分货物已被西班牙人运上岸。1702年，珍宝船队在维哥湾海战中再次被摧毁，但大部分的货物同样也被西班牙人安全运到了陆地上。所有这些战斗全都发生在近岸海湾，没有一次发生在外海。至于马尼拉船队，历史上只有四艘船被夺取。虽然战斗和风暴（1622，1715和1733年船队遭遇过大风暴）造成了一定的损失，但总的来说，珍宝船队仍然是历史上最成功的大型海军行动。
那些由于战斗或风暴而沉没的西班牙宝藏船一直是现代寻宝者和打捞者的主要目标，其中部分船只和宝藏已经被成功打捞并重现于世。